# Arne Jörgensen
Arne Jörgensen, född 11 juni 1883 i Nystad, död 7 februari 1941 i Helsingfors, var en finländsk biblioteksman och bokhistoriker.

## Biografi
Arne Jörgensen var son till hovrådet och telegraftjänstemannen Niels Jörgensen och Rosalie Twarjansky. Han gifte sig med Märta Bergbom.
Efter studentexamen från Nya svenska läroverket i Helsingfors 1901 avlade han filosofie kandidatexamen 1905 och filosofie licentiatexamen 1930.
Han började arbeta som tillförordnad amanuens vid Helsingfors universitetsbibliotek år 1902 och verkade därefter som äldre assistent och biträdande bibliotekarie från 1921. Under åren 1918–1921 arbetade han också vid Holger Schildts Förlags Ab.

## Publikationer
Jörgensen var specialiserad på bokhistoria och biblioteksväsen. Han författade ett flertal skrifter, bland annat:
- Bokägarmärken i Finland (1916)
- Samtida skrifter rörande Sveriges förhållande till främmande makter och Sveriges krig (1918)
- Nikolai I ja Yliopiston kirjasto (1928)
- Universitetsbiblioteket i Helsingfors 1827–1848 (1930)
- Universitetsbiblioteket i Helsingfors (1931)
- Calonitis-Naumanska samlingen i Helsingfors universitetsbibliotek (1936)